# Heinrich Göbel
Pour les articles homonymes, voir Goebel.
Heinrich Göbel, ou Henry Goebel (né le 20 avril 1818 à Springe, en royaume de Hanovre – mort le 4 ou le 16 décembre 1893), est un inventeur germano-américain.

## Biographie
En 1848, Göbel émigre à New York, où il demeure jusqu'à sa mort. Il obtient la citoyenneté américaine en 1865.
En 1893, des médias rapportent que 25 ans plus tôt, Göbel a développé une lampe à incandescence comparable à celles produites en 1879 par Thomas Edison. Göbel n'a cependant jamais rien breveté. Malgré tout, dans certains pays, il est considéré comme le vrai inventeur de ce type de lampes.